# بخش دامن
بخش دامن (بلوچی:ڈمن)، یکی از بخش‌های شهرستان ایرانشهر در استان سیستان و بلوچستان ایران است. مرکز این بخش، روستای زهلنپان است.

## تقسیمات کشوری
- بخش دامن
  - دهستان آبادان
  - دهستان دامن

## جمعیت
بر پایه سرشماری عمومی نفوس و مسکن در سال ۱۳۹۵، جمعیت بخش دامن برابر با ۱۱٬۳۹۲ نفر بوده‌است.